# Premier ministre de Gambie
Le Premier ministre de Gambie (en anglais : Prime Minister of the Gambia), connu sous le nom de ministre en chef (en anglais : Chief Minister) de 1961 à 1962, est le chef du gouvernement de la Gambie de 1961 à 1970. Ce poste n'a été occupé que par deux personnes, Pierre Sarr N'Jie (en) et Dawda Jawara.

## Liste des Premiers ministres
| No                               | Portrait                         | Titulaire                          | Mandat                           | Mandat                           | Parti politique                  | Parti politique                  | Monarque                            |
| No                               | Portrait                         | Titulaire                          | Début                            | Fin                              | Parti politique                  | Parti politique                  | Monarque                            |
| Colonie et protectorat de Gambie | Colonie et protectorat de Gambie | Colonie et protectorat de Gambie   | Colonie et protectorat de Gambie | Colonie et protectorat de Gambie | Colonie et protectorat de Gambie | Colonie et protectorat de Gambie | Colonie et protectorat de Gambie    |
| -------------------------------- | -------------------------------- | ---------------------------------- | -------------------------------- | -------------------------------- | -------------------------------- | -------------------------------- | ----------------------------------- |
| 1                                | Pierre Sarr N'Jie                | Pierre Sarr N'Jie (en) (1909-1993) | 14 mars 1961                     | 12 juin 1962                     |                                  | UP (en)                          | Élisabeth II (reine du Royaume-Uni) |
| 2                                | Dawda Jawara                     | Dawda Jawara (1924-2019)           | 12 juin 1962                     | 18 février 1965                  |                                  | PPP (en)                         | Élisabeth II (reine du Royaume-Uni) |
| Gambie (royaume du Commonwealth) |                                  |                                    |                                  |                                  |                                  |                                  |                                     |
| 2                                | Dawda Jawara                     | Dawda Jawara (1924-2019)           | 18 février 1965                  | 24 avril 1970                    |                                  | PPP (en)                         | Élisabeth II (reine de la Gambie)   |